# 绍里亚
绍里亚（法語：Chauriat，法語發音：[ʃoʁja]）是法国多姆山省的一个市镇，属于克莱蒙费朗区。

## 地理
绍里亚（45°45'5"N, 3°16'44"E）面积8.64 平方千米，位于法国奥弗涅-罗讷-阿尔卑斯大区多姆山省，该省份为法国中南部省份，北起阿列省接壤，东临卢瓦尔省，南至上盧瓦爾省和康塔爾省，西接科雷兹省和克勒兹省。
与绍里亚接壤的市镇（或旧市镇、城区）包括：比永、沙镇、阿列河畔圣博内、阿列河畔圣乔治、瓦塞勒、韦尔泰宗、阿列河畔米尔。

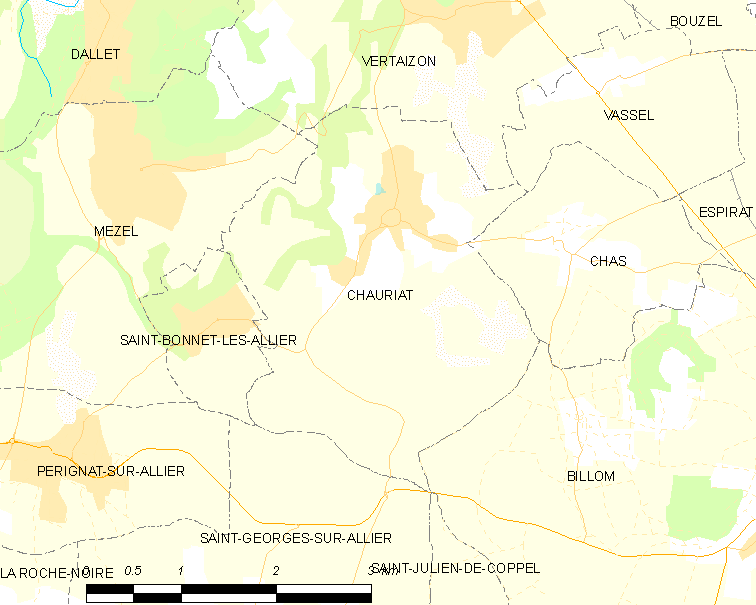
绍里亚的OSM定位图

绍里亚的时区为UTC+01:00、UTC+02:00（夏令时）。

## 行政
绍里亚的邮政编码为63117，INSEE市镇编码为63106。

## 政治
绍里亚所属的省级选区为比永县。

## 人口

1962-2008年间绍里亚人口变化图示

绍里亚于2022年1月1日时的人口数量为1779人。